# Mattia De Mare
Mattia De Mare (San Cipriano d'Aversa, 22 aprile 1712 – Roma, 5 luglio 1773) è stato un pittore italiano.

## Biografia
Mattia De Mare (Matthias Georgius de Mare) era figlio di Santolo (seu Alexandro) e Catharina Capasso e si formò artisticamente quasi sicuramente in ambienti napoletani. Secondo Olivier Michel, la sua formazione è avvenuta nella bottega di Carlo e Nicola Mercurio ma non si hanno certezze in merito. Sappiamo che il De Mare prese il sacramento della confermazione nel 1723 presso la Cattedrale di San Paolo di Aversa retta dal vescovo Innico Caracciolo (1642-1730) e che il suo padrino di battesimo era un tal Marcus De Christiano di cui non si hanno altre notizie.
Nel 1736 l'artista si trasferisce a Roma e, dopo qualche anno, il 7 ottobre 1748, il pittore sposa nella Chiesa di Santi Simone e Giuda, Geltrude Nicola Petroschi, figlia dell'incisore Giovanni Petroschi. Il matrimonio avviene probabilmente nel momento in cui l'artista si è già affermato e può permettersi di sfamare una famiglia, perché i Petroschi non sembrano ricchi; infatti Geltrude Nicola riceve una dote di 30 Scudi dall'Arciconfraternita della Santissima Annunziata come avveniva all'epoca per molte ragazze indigenti.
Le prime sue opere rinvenute finora risalgono ai primi anni cinquanta del Settecento facendo pensare, se non ad una più tarda formazione, ad un perfezionamento della stessa precedentemente avvenuto in ambienti provinciali tanto che, altri autori e fonti lo annoverano tra gli "scuolari del celebre cav. Conca" riferendosi al maestro di Gaeta Sebastiano Conca, che tuttavia lasciò Roma nel 1752.

## Opere
- La visione della Madonna e del Bambino di San Gaetano di Thiene a Santa Maria Maggiore, 1770, Basilica di Sant'Andrea della Valle, Roma[6]
- Pietà, Chiesa di S. Croce, San Cipriano D'Aversa (Caserta)
- Visione di San Filippo o San Filippo Neri davanti alla Vergine col Bambino, 1772 Congrega di S. Filippo, San Cipriano D'Aversa (Caserta)
- San Francesco Stigmatizzato, 1770-72, Chiesa di Santa Caterina d’Alessandria, Arezzo
- Gesù Bambino che appare a Sant'Antonio di Padova, 1770-72, Chiesa di Santa Caterina d’Alessandria, Arezzo
- Gesù Bambino che appare a Sant'Antonio di Padova  1770-72, Chiesa di Santa Caterina d’Alessandria, Arezzo
- La Madonna e i SS. Caterina V. e M. e Donato,  1770-72, Chiesa di Santa Caterina d’Alessandria, Arezzo
- San Donato vescovo e patrono di Arezzo, Chiesa di Sant’Agostino, Arezzo
- L'Annunciazione, Basilica di San Vicinio, Sarsina (Forlì-Cesena)
- San Filippo riceve lo Spirito Santo nelle catacombe, 1753, Oratorio di San Filippo, Civitella di Romagna (Forlì-Cesena)
- Celestino V rinuncia alla Tiara, 1752, Chiesa di S. Michele Arcangelo (già San Benedetto), Bari[7]
- San Vito Martire tra i Santi Modesto e Crescenza, 1753, Chiesa di S. San Vito, Ostuni (Brindisi)[8]
- Madonna di Loreto, Sant'Emidio e Santi, 1759, Venarotta (Ascoli Piceno)
- Virzen de Luz, 1763, Parroquia dell’Assunciòn, Jodar[9]
- Virgen Dolorosa (olio su rame), collezione privata, Spagna[10]
- Beato Giovanni Marinoni - incisione, Biblioteca Nazionale di Parigi, Parigi
- Ritratto di Padre Francisco de Castillo, Lima
- Gesù bambino incorona San Giuseppe, 1754, collezione privata[11]
- Madonna con Angeli e i tre chiodi della Croce, 1754, collezione privata[12]